# Uadzset
Uadzset (görögül Uto vagy Buto; nevének jelentése: a zöld) kobraistennő az ókori egyiptomi vallásban. Eredetileg a predinasztikus korban fontosnak számító Dep városának helyi istensége, azé a városé, ami később a róla elnevezett Per Uadzset város része lett, amit később a görögök Butónak neveztek el. Később egész Alsó-Egyiptom védőistennője lett.
Védelmező istennőként gyakran Ré fején összetekeredve ábrázolták, hogy védje a főistent. Ebből a képből alakult ki Uadzset és a napkorong közös ábrázolása, az ureusz, ami a fáraók koronáján szerepelt és fontos védelmező szimbólum volt. Felső- és Alsó-Egyiptom egyesítése után alakja nem olvadt egybe a Felső-Egyiptomot védelmező keselyűistennőével, Nehbetével, annak ellenére, hogy hasonló funkciót töltöttek be; Nehbet csatlakozott Uadzsethez a koronán és együtt lettek az egyesített Egyiptom védőistennői. Együtt „Két úrnő”-ként emlegették őket (nebti; ez a mindenkori fáraó egyik címe is).
Uadzset a földhöz kötődő istennő volt, és kígyó formában ábrázolták, rendszerint kobraként, ami gyakori azon a területen, a későbbi korokban kígyófejű vagy ureuszt viselő nőként is ábrázolták. Egy korai ábrázolása papirusz köré tekeredő kígyó, a predinasztikus korból (i. e. 3100 előttről). Ez a Mediterráneumban később elterjedtté váló, rúd köré tekeredő kígyó első ismert ábrázolása, hasonló a caduceushoz, bár eredetük lehetséges, hogy eltér.
Neve Alsó-Egyiptom jelképének, a papirusznak a nevéből ered, hieroglifáját csak a determinatívum különbözteti meg Alsó-Egyiptom vörös koronájáétól, a korona esetében egy korona, az istennő esetében egy ágaskodó kobra a determinatívum. Alakja megjelenhet az 'isten' jelentésű zászlóforma hieroglif jel zászlórúdján is.

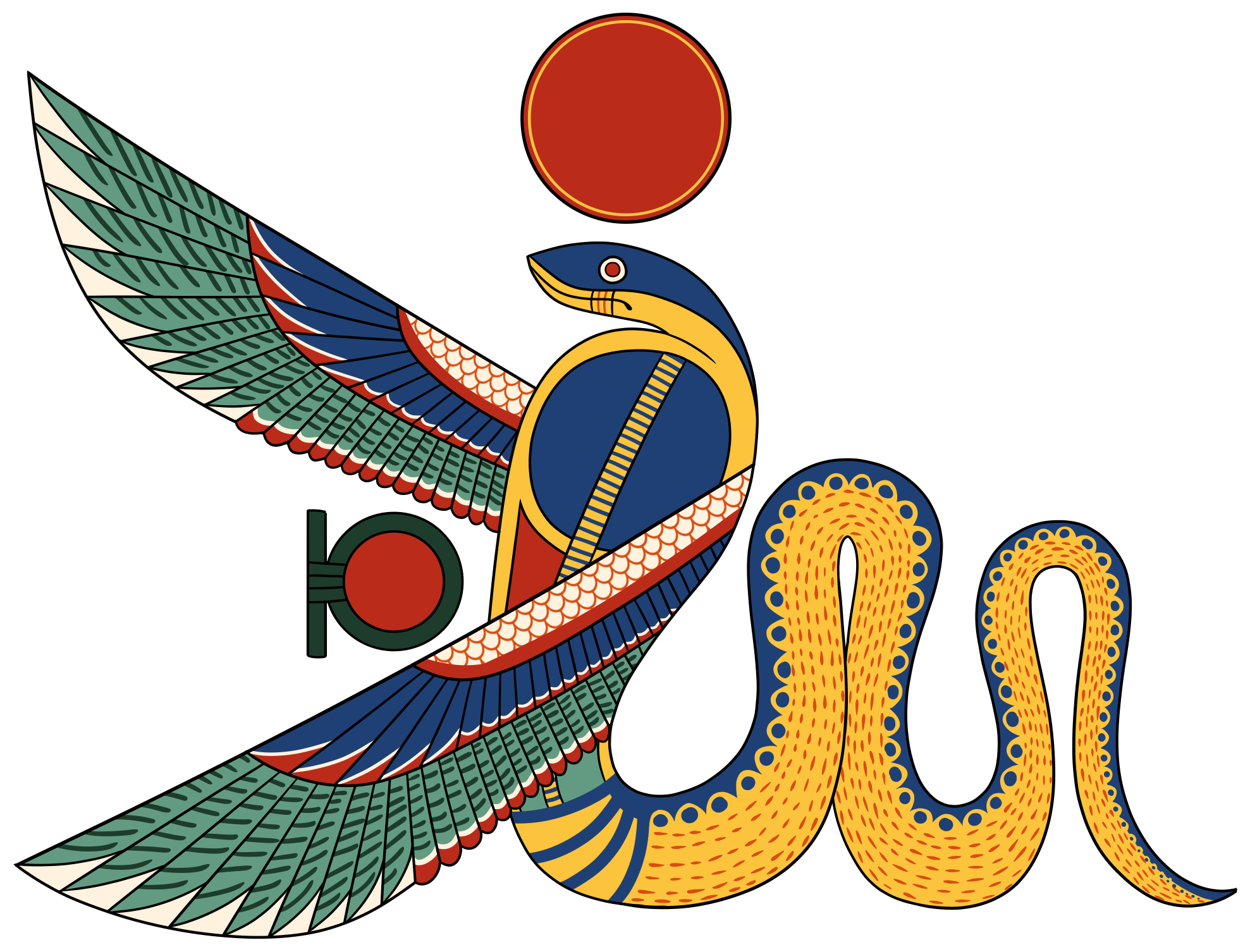
Uadzset, a kobraistennő (grafika)

Orákuluma Per-Uadzset templomában volt; lehetséges, hogy innen ered az orákulumoknak Hellászba is átterjedő hagyománya. Ünnepét, Uadzset eljövetelét december 25-én ünnepelték. Éves ünnepét városában április 21-én tartották.

## Összefüggések Uadzset és más istenek között
A Tejutat egyik értelmezése azonosítja Uadzsettel. Ebben az értelmezésben kapcsolatba kerül Hathorral, akivel szintén összefüggésbe hozták a Tejutat, és más korai anyaistennőkkel, köztük Muttal és Naunettel. Hathorral együtt Hórusz is összefüggésbe került Uadzsettel, és mikor Ré Hórusz sok vonását magába olvasztotta, Uadzset védelmező szemét is. Összefüggésbe hozták Hórusz szemével (lásd Udzsat-szem), mivel szoros összefüggésben állt Básztettel, akinek szeme később Ré, illetve Hórusz szeme lett. Az egyiptomi udzsat szó zöldet és kéket is jelent. Ez volt a Hold szemének a neve is, ami később Hórusz szeme lett. Per-Uadzsetben Hórusznak is állt egy szentélye.
Mikor a szoláris istenségként a forrósággal és tűzzel is kapcsolatban álló Ré védelmezőjének tartották, Uadzsetet képesnek gondolták arra, hogy tüzet fújjon a támadókra, ahogy a kobra mérget köp ellenségei szemébe. Ebben a szerepében a lángok úrnőjének hívták. Később azonosítani kezdték az alsó-egyiptomi háborúistennővel, Básztettel, aki szintén az ország egyik jelképe volt. Uadzset-Básztetként gyakran oroszlánfejű kígyóként ábrázolták, mivel Básztetet oroszlánként szokták.
Mikor Felső-Egyiptom meghódította Alsó-Egyiptomot, a két oroszlánistennő közül az övékét, Szehmetet tartották az erősebbnek, és vele is azonosították. Mint védelmező istennő végül beolvadt Mut alakjába, akinek kultusza férje, Ámon kultuszával együtt egyre nagyobb jelentőségre tett szert. Így alakult ki a Mut-Uadzset-Basztet istenháromság.
Mivel kobraként ábrázolták, alakja összeolvadt Renenutet istennőével is. Későbbi mítoszokban, mivel a földdel állt kapcsolatban, Felső- és Alsó-Egyiptom egyesítése után Hapi nílusisten feleségének tartották.